# Pierre Moro
 (janvier 2019).
Si vous disposez d'ouvrages ou d'articles de référence ou si vous connaissez des sites web de qualité traitant du thème abordé ici, merci de compléter l'article en donnant les références utiles à sa vérifiabilité et en les liant à la section « Notes et références ».
Pour les articles homonymes, voir Moro.
Pierre Moro, également connu sous le pseudonyme de Gus Kradoc, est un réalisateur et producteur français de films pornographiques, né le 15 avril 1942 à Bourth (Eure).

## Biographie
Il naît dans l'Eure dans une famille d'origine italienne. Il est fils d'artiste : son père est le chanteur Mario Moro du duo Patrice et Mario,. Pierre Moro suit une scolarité médiocre, étant peu porté sur les études. Il travaille d'abord dans le secteur du mobilier d'entreprise. En parallèle, vers la trentaine, il commence à faire des photos de charme et à tourner des films pornographiques amateur en 8mm. Dans les années 1990, son activité de VRP en mobilier de bureau n'étant pas florissante, il décide de se lancer dans la réalisation de films professionnels. Il fonde alors sa propre société en juillet 1997, Klitorix Productions, en collaboration avec son épouse de l'époque, Dany, qui est également une actrice récurrente dans ses films, et avec l'actrice transsexuelle britannique Lana Woods. En un an, la nouvelle société réalise une vingtaine de films et parvient à talonner des poids lourds du milieu telle la société Dorcel.
Après un premier film, La Proxo, avec Lana Woods en vedette, Pierre Moro poursuit dans la réalisation et la production. Il alterne des films X « classiques » pouvant être vendus aux télévisions, avec des films de type « Hard-Crad » à budgets plus réduits, destinés au marché des sex-shops. Il revendique de faire « du X qui parle à la France profonde », et affirme « prendre toutes les pornographies, sans états d'âme ». Il met volontiers en scène des actrices au physique de « Madame tout-le-monde », souvent corpulentes ou mûres, ainsi que des hommes eux aussi matures, parfois âgés, tels les acteurs Guy Maréchal ou Émile Durrieux. Certains de ses films à petit budget sont consacrés à des pratiques extrêmes, y compris la scatophilie.
Le Tag Parfait, webzine consacré au cinéma pornographique, le qualifie en 2012 de « réalisateur français le plus incroyable du porn actuel ; spécialisé dans le porn sale, très sale, qui laisse un arrière-goût plus amer qu'un prolapse ». Le journal décrit les films de Pierre Moro comme un mélange d'esthétique et de castings improbables, où le réalisateur « filme la misère sexuelle sous couvert de porno “terroir” jusqu’à frôler le génie », le tout ressemblant à « une sitcom amat qui dériverait vers le cul de la boulangère – ambiance triviale assurée, épisode de Strip Tease en crypté ».

## Filmographie partielle
- La Proxo
- Les Gros nichons d'Olga et ses copines
- Méchantes
- Méchantes 2
- Abusive, le retour d'Olga
- Montées à Paris
- Nouvelles de France
- Les voisines
- Les coiffeuses
- 300 kg à prendre
- Peigne-toi la touffe ! On reçoit
- Plantureuses gougnottes
- Pour l'anus de mon mari
- Quéquette party et culs cassés
- Queues de taulards et culs de bourgeoises
- Saletés anales
- Salope sur canapé
- Un amour impossible
- Une soubrette en objet
- Vieille salopes aux gros nichons 3
- Vieux Voyeur 3
- Vieux Voyeur 4
- Vieux Voyeur 5
- Vieux Voyeur 6
- Défonce nous Petit Nicolas
- Trans à domicile
- Poker entre vieille et jeune
- 5 blacks pour Maman et Moi
- Trans en partouze
- L'esthéticienne est mammaire
- Grosses au régime sexe
- Les Roubignolles du prof d'espagnol
- Crêpes au cul